# Mariano Moreno García
Mariano Anastasio Moreno García OSA (ur. 7 września 1938 w Milagros, zm. 16 sierpnia 2023 w Madrycie) – hiszpański duchowny rzymskokatolicki posługujący w Argentynie, w latach 2008-2014 prałat terytorialny Cafayate.

## Życiorys
27 lipca 1961 złożył augustiańskie śluby zakonne. Święcenia kapłańskie przyjął 9 lipca 1964. Pełnił funkcje m.in. wicerektora seminarium, sekretarza i przełożonego hiszpańskiej prowincji zakonnej oraz przełożonego klasztoru w Burgos. W 1996 wyjechał do Argentyny i podjął pracę duszpasterską w prałaturze terytorialnej Cafayate.
17 listopada 2007 został prekonizowany prałatem terytorialnym Cafayate. Sakrę biskupią otrzymał 9 marca 2008. 10 lutego 2014 przeszedł na emeryturę.